# Président de l'Islande
Le président de l'Islande (en islandais : Forseti Íslands) est le chef d'État de l'Islande. La fonction existe depuis la fin de l'union personnelle avec le Danemark et la fondation de la république le 17 juin 1944. Les compétences politiques et institutionnelles de la fonction sont régies par le chapitre II de la Constitution.

## Élection présidentielle
Le président est élu au suffrage universel direct au scrutin uninominal majoritaire à un tour pour un mandat de quatre ans, sans limitation du nombre de mandats. Dans le cas où un unique candidat se présente, il est proclamé élu sans vote. Son mandat court du 1er août de l'année de son élection au 31 juillet quatre ans plus tard,.

### Indépendance de la fonction
Selon l'article 9 de la Constitution, le président, dans l'exercice de ses fonctions, ne peut être membre de l'Althing, ni recevoir une rémunération d'une institution publique ou d'une entreprise privée.

### Conditions d'une candidature
D'après l'article 4 de la Constitution, peut être candidat à la présidence toute personne âgée de 35 ans ou plus remplissant les conditions pour voter à l'Althing, à l'exception de la condition de résidence. L'article 4 renvoie à l'article 34 de la Constitution sur les conditions d'éligibilité à l'Althing selon lequel : « tout citoyen ayant le droit de vote et une réputation sans tache est éligible à l'Althing. Cependant les magistrats de la Cour suprême ne sont pas éligibles ».
Enfin, tout candidat à la présidence doit être présenté par au moins 1 500 électeurs, et 3 000 au plus.

### Processus électoral
L'élection du président a lieu au mois de juin ou de juillet de l'année où se termine le mandat.
Le candidat arrivé en tête est élu même s'il n'a pas obtenu la majorité absolue des voix. Il n'y a pas d'élection s'il n'y a qu'un seul candidat déclaré, le président sortant par exemple.

### Prestation de serment
L'article 10 dispose que, « en prenant ses fonctions, le président prête serment ou s'engage à maintenir la Constitution ». Deux textes originaux identiques de ce serment ou de cet engagement sont alors établis.

## Fonctions
Le président a les compétences suivantes :
- la nomination des ministres et la détermination de leur portefeuille[A 4] ;
- la présidence du Conseil des ministres[A 5] ;
- il contresigne les actes législatifs et gouvernementaux (avec un ministre)[A 6] ;
- il conclut les traités avec les autres États[A 7] ;
- il convoque l’Althing dans les dix semaines après l’élection générale[A 8] ;
- il peut suspendre, pour deux semaines et une fois par an, une session de l’Althing[A 9] ;
- il peut dissoudre l’Althing[A 10] ;
- il peut faire présenter des projets de lois et de résolutions[A 11] ;
- il promulgue les lois[A 12] ;
- il peut faire des lois provisoires en cas d'urgence[A 13] ;
- il peut suspendre, pour des raisons importantes, des poursuites judiciaires (à l’exception de celles impliquant les ministres)[A 14] ;
- il a le droit de grâce et d'amnistie[A 14].

## Statut présidentiel

### Statut pénal
Selon l'alinéa 1 de l'article 11 de la Constitution, « le président n'est pas responsable des actes accomplis dans l'exercice de ses fonctions ». Cette absence de responsabilité s'étend à ceux qui exercent la fonction présidentielle, c'est-à-dire le Premier ministre, le président de l'Althing et le président de la Cour suprême en cas d'intérim.
Le consentement de l'Althing est nécessaire pour poursuivre pénalement le président.
Selon l'alinéa 3 de l'article 11 de la Constitution, « le président peut être destitué avant la fin de son mandat, si cela est approuvé à la majorité des voix lors d'un référendum décidé par une résolution adoptée par les trois quarts des membres de l'Althing ». Ce référendum doit se tenir dans les deux mois suivant l'adoption de cette résolution par l'Althing. Enfin, le président n'exerce pas ses fonctions durant la période entre l'adoption de la résolution par l'Althing et la proclamation des résultats du référendum.
Selon l'alinéa 4 de l'article 11 de la Constitution, « si la résolution de l'Althing n'est pas approuvée lors du référendum, l'Althing est immédiatement dissous et de nouvelles élections ont lieu ».

### Résidence
Selon l’article 12 de la Constitution, le président de la République réside à Reykjavik ou dans les environs. Sa résidence officielle actuelle est Bessastaðir, dans la municipalité de Garðabær (Höfuðborgarsvæðið).

### Revenu
Selon l’article 9 alinéa 2, le traitement payé par le Trésor public au président ou à ceux qui exercent la fonction présidentielle est fixé par la loi et ne peut être réduit durant son mandat.

## Succession
Selon l'article 8 de la Constitution, si la présidence de la République devient vacante, ou si le président est temporairement dans l'impossibilité d'exercer ses fonctions en raison d'un séjour à l'étranger, de maladie ou pour toute autre raison, le Premier ministre, le président de l'Althing et le président de la Cour suprême exercent collégialement la fonction présidentielle. Le président de l'Althing préside leurs réunions. En cas de divergence d'opinions, la majorité l'emporte.
En cas de décès ou de démission du président avant la fin de son mandat, l'article 7 de la Constitution dispose qu'« un nouveau président est élu pour la période se terminant le 31 juillet de la quatrième année à dater de son élection ».

## Liste
| N°                                                                                    | Portrait               | Titulaire (Naissance-mort)          | Élection                 | Mandat        | Mandat                             | Mandat                   | Parti politique | Parti politique  |
| N°                                                                                    | Portrait               | Titulaire (Naissance-mort)          | Élection                 | Début         | Fin                                | Durée                    | Parti politique | Parti politique  |
| ------------------------------------------------------------------------------------- | ---------------------- | ----------------------------------- | ------------------------ | ------------- | ---------------------------------- | ------------------------ | --------------- | ---------------- |
| 1                                                                                     | Sveinn Björnsson       | Sveinn Björnsson (1881-1952)        | 1944 1945 1949           | 17 juin 1944  | 25 janvier 1952 (mort en fonction) | 7 ans, 7 mois et 8 jours |                 | Indépendant      |
| L'intérim de la fonction est exercé par un triumvirat du 25 janvier au 1er août 1952. |                        |                                     |                          |               |                                    |                          |                 |                  |
| 2                                                                                     | Ásgeir Ásgeirsson      | Ásgeir Ásgeirsson (1894-1972)       | 1952 1956 1960 1964      | 1er août 1952 | 1er août 1968                      | 16 ans                   |                 | Parti du progrès |
| 3                                                                                     | Kristján Eldjárn       | Kristján Eldjárn (1916-1982)        | 1968 1972 1976           | 1er août 1968 | 1er août 1980                      | 12 ans                   |                 | Indépendant      |
| 4                                                                                     | Vigdís Finnbogadóttir  | Vigdís Finnbogadóttir (née en 1930) | 1980 1984 1988 1992      | 1er août 1980 | 1er août 1996                      | 16 ans                   |                 | Indépendante     |
| 5                                                                                     | Ólafur Ragnar Grímsson | Ólafur Ragnar Grímsson (né en 1943) | 1996 2000 2004 2008 2012 | 1er août 1996 | 1er août 2016                      | 20 ans                   |                 | Indépendant      |
| 6                                                                                     | Guðni Th. Jóhannesson  | Guðni Th. Jóhannesson (né en 1968)  | 2016 2020                | 1er août 2016 | 1er août 2024                      | 8 ans                    |                 | Indépendant      |
| 7                                                                                     | Halla Tómasdóttir      | Halla Tómasdóttir (née en 1968)     | 2024                     | 1er août 2024 | en cours                           | 1 an et 15 jours         |                 | Indépendante     |

## Sources